# Antarticita
La antarticita es un mineral de la clase de los minerales haluros, y dentro de esta pertenece al llamado “grupo de la antarticita”. Fue descubierta en 1965 en los lagos salados que se forman en los valles de clima seco en la Antártida, siendo nombrada así por esta localización. Un sinónimo es hidrofilita, que no debe usarse pues es sinónimo de varios minerales parecidos.

## Características químicas
Es un cloruro hidratado de calcio. Muy relacionado con la sinjarita (CaCl2·2H2O), de fórmula similar pero menos hidratado. Ambos son muy higroscópicos.

## Formación y yacimientos
Se forma en las salmueras enriquecidas en cloruro cálcico, por saturación en clima muy frío. Aparece como un precipitado junto a esos lagos. También se ha encontrado en las islas Bahamas en estratos de rocas evaporitas a partir de agua marina en columnas en los llamados agujeros azules.
En Sudáfrica aparece como componente abundante de inclusiones en cuarzo en un pegmatoide máfico zonado.
Suele encontrarse asociado a otros minerales como: halita, yeso o celestina.